# 萨尔茨
萨尔茨是德国莱茵兰-普法尔茨州的一个市镇。总面积4.96平方公里，总人口898人，其中男性440人，女性458人（2011年12月31日），人口密度181人/平方公里。